# Мак-Генри (округ, Иллинойс)
Мак-Ге́нри (англ. McHenry County) — округ в штате Иллинойс, США. Официально образован в 1836 году. По состоянию на 2010 год, численность населения составляла 308 760 человек.
В округе 5 городов: Кристал-Лейк, Харвард, Маренго, Мак-Генри и Вудсток.

## География
По данным Бюро переписи США, общая площадь округа равняется 1582,492 км2, из которых 1 561,772 км2 — суша, и 7,600 км2, или 1,300 % — это водоемы.

## Население
По данным переписи населения 2000 года в округе проживает 260 077 жителей в составе 89 403 домашних хозяйств и 69 287 семей. Плотность населения составляет 166,00 человек на км2. На территории округа насчитывается 92 908 жилых строений, при плотности застройки около 59,00-ти строений на км2. Расовый состав населения: белые — 93,91 %, афроамериканцы — 0,59 %, коренные американцы (индейцы) — 0,17 %, азиаты — 1,45 %, гавайцы — 0,02 %, представители других рас — 2,77 %, представители двух или более рас — 1,08 %. Испаноязычные составляли 7,54 % населения независимо от расы.
В составе 42,90 % из общего числа домашних хозяйств проживают дети в возрасте до 18 лет, 66,50 % домашних хозяйств представляют собой супружеские пары, проживающие вместе, 7,60 % домашних хозяйств представляют собой одиноких женщин без супруга, 22,50 % домашних хозяйств не имеют отношения к семьям, 18,00 % домашних хозяйств состоят из одного человека, 6,10 % домашних хозяйств состоят из престарелых (65 лет и старше), проживающих в одиночестве. Средний размер домашнего хозяйства составляет 2,89 человека, и средний размер семьи — 3,31 человека.
Возрастной состав округа: 30,20 % — моложе 18 лет, 7,10 % — от 18 до 24, 33,50 % — от 25 до 44, 21,30 % — от 45 до 64, и 21,30 % — от 65 и старше. Средний возраст жителя округа — 34 года. На каждые 100 женщин приходится 100,70 мужчин. На каждые 100 женщин старше 18 лет приходится 98,00 мужчин.
Средний доход на домохозяйство в округе составлял 64 826 USD, на семью — 71 553 USD. Среднестатистический заработок мужчины был 50 479 USD против 31 141 USD для женщины. Доход на душу населения составлял 26 476 USD. Около 2,50 % семей и 3,70 % общего населения находились ниже черты бедности, в том числе — 3,80 % молодежи (тех, кому ещё не исполнилось 18 лет) и 3,60 % тех, кому было уже больше 65 лет.